# Pajączek
Pajączek – najstarszy polski edytor HTML, rozwijany w latach 1996-2013, zdobywca wielu nagród. W 2021 został zaktualizowany, a jego nazwa zmieniona na Pająk V6.

## Historia programu
Nazwa „Pajączek” pochodziła od sieci WWW jako „ogólnoświatowej pajęczyny”. Pierwsza wersja programu powstała w kwietniu 1996 i działała w trybie konsoli w systemie DOS i Linuxie, jako prosty generator stron WWW w odpowiedzi na zadawane pytania. Pierwsza wersja była napisana w języku C++.  
Pajączek 2.0 zadebiutował w maju 1997 i działał pod kontrolą Windows 3.x i Windows 95. Wersja 2.0 i kolejne powstawały z użyciem środowiska Borland Delphi – wersja 5 NxG powstała z użyciem Delphi 6 Professional. 
Wersja 3.0 Light była kontynuacją wersji 1.x - czyli generatorem stron WWW działającym pod systemem Windows. 
W latach 1998–2001 program w wersji 4.x ukazywał się pod nazwą Pajączek 2000, a po 2003 jako Pajączek NxG. Wydawany był w dwóch wersjach: Professional i Standard. Wersja Standard została mocno okrojona; usunięto m.in. obsługę wielu języków, część opcji wspomagających tworzenie arkuszy stylów, moduł komunikacji z bazą danych MySQL, możliwość tworzenia dokumentów „HTML Help”, wiele funkcji odpowiedzialnych za weryfikację tworzonego kodu. 
Ostatnia wersja komercyjnego Pajączka 5.9.9 ukazała się w kwietniu 2013.
Program Pajączek dostępny był jako shareware, z ograniczonym czasem działania lub liczbą uruchomień.

## Pająk V6
W 2021 pojawiła się kontynuacja Pajączka zatytułowana Pająk V6. Program zyskał aktualizację kompatybilności z najnowszymi specyfikacjami HTML, CSS, JS i PHP, możliwość tworzenia aplikacji mobilnych zarówno na Androida, jak i iOS-a, wsparcie dla NodeJS, Cordova czy React. 
Podstawowa wersja programu Pająk jest bezpłatna do zastosowań prywatnych, płatna jest wersja komercyjna, która zawiera dodatkowe funkcje.

## Charakterystyka programu
Pajączek w najpopularniejszej wersji 2000 był edytorem HTML, który posiadał wbudowaną obsługę języków HTML, XHTML, PHP, ASP, JavaScript, VBScript, Perl, SVG i innych. Dysponował zintegrowaną dokumentacją języków wykorzystywanych podczas tworzenia stron WWW, funkcją dynamicznego kodu („podpowiadaniem” atrybutów). Istnieje możliwość importowania pliku DTD dla dowolnego języka, przez co funkcja dynamicznego kodu może obsługiwać każdy język zgodny z XML. Pajączek obsługiwał pracę zdalną przy wykorzystaniu protokołów FTP oraz WebDAV. Obsługiwana była również baza danych MySQL. Program posiadał inspektor znaczników, arkuszy CSS oraz baz danych, a także narzędzia sprawdzające składnię dokumentów i pisownię.

## Znaczenie i nagrody
Pajączek był pierwszym i według stanu na rok 2023 najstarszym polskim edytorem stron WWW i wielu polskich projektantów stron „wychowało” się na tym edytorze, przez co zyskał status kultowego. Program zyskał dużą popularność wśród polskich twórców stron internetowych za sprawą poprawnej obsługi polskich znaków. W latach 90. był on też jednym z najbardziej nowatorskich edytorów dla programistów w naszym kraju. 
Program był wielokrotnie nagradzany z czego można wymienić np. tytuły Produkt Roku według PCKuriera, CHIP Tip Power i Econo, Produkt Roku 2003, Produkt Roku 2004 według czasopisma PC World, jak również „Wybór redakcji Enter 9/2004” w kategorii najlepszych programów do projektowania stron WWW.

## Cream Software
Głównym autorem programu był Rafał Płatek, który 8 maja 1997 założył działające w Myślenicach przedsiębiorstwo informatyczne, najpierw pod nazwą Intraco, a od 31 grudnia 1997 Cream Software. 
Poza Pajączkiem firma rozwijała następujące programy:
- Śmieciarek NxG – program antyspamowy[1]
- Supełek NxG – zarządca informacji osobistej[1]
- Skryba 2000 – edytor JavaScript, VBScript i DHTML[12][1]
- Kameleon NxG – konwerter nazw plików[1]
- Galernik NxG – program do tworzenia galerii internetowych

W 2023 firma rozwijała głównie aplikacje mobilne dla platform Android oraz iOS.